# Игуманија Евгенија (Ђуковић)
Евгенија Ђуковић (Подгорица, 8. фебруар 1969) српска је монахиња и игуманија Манастира Златице (Дољани).

## Биографија
Игуманија Евгенија (Ђуковић), рођена је 8. фебруара 1969. године у Подгорици, од побожних родитеља.
Ступила је у Манастир Месић код Вршца, 1989. године као искушеница код тадашње игуманије мати Параскеве Митрић. Замонашена је 4. децембра 1992. године у Месићу од тадашњег епископа банатскога господина Хризостома Столићa, добивши монашко име Евгенија.
Одлуком митрополита црногорско-приморскога господина Амфилохија Радовића, 6. јануара 2002. године постављена је за игуманију Манастир Златице у месту Златица код Подгорице где је и данас.